# Марк Лициний Целер Непот
Марк Лициний Целер Непот (на латински: Marcus Licinius Celer Nepos) е политик и сенатор на Римската империя през 2 век.
Произлиза от клон Непот на фамилията Лицинии. От май до август 127 г. Непот е суфектконсул заедно с Квинт Тиней Руф.